# Friedrich Karl Müller-Trefzer
Friedrich Karl Philipp Müller-Trefzer (* 4. Oktober 1879 in Karlsruhe; † 13. Januar 1960 in Baden-Baden) war ein deutscher Ministerialbeamter im badischen Innenministerium.

## Leben
Friedrich Karl Müller wuchs als Sohn eines Lehrers im bürgerlichen Milieu von Karlsruhe auf. Nach dem Abitur am Realgymnasium Karlsruhe studierte er Rechtswissenschaft an den Universitäten von Heidelberg und Freiburg. Als Student engagierte er sich halbherzig im Verein Deutscher Studenten. Nach der ersten juristischen Staatsprüfung war er als Praktikant in Karlsruhe, Pforzheim und Bühl tätig. 1906 bestand er das zweite juristische Examen und beabsichtigte eine Anstellung in der badischen Innenverwaltung zu erlangen. Auf Grund der Stellenlage war dies jedoch nicht möglich und so begann eine mehrjährige Tätigkeit als Assessor in vielen Gemeinden von Baden. Schließlich endeten seine Wanderjahre 1913 im Ministerium des Großherzoglichen Hauses, der Justiz und des Auswärtigen, wo er eine Anstellung als Legationssekretär erwarb.  So konnte er im Ersten Weltkrieg an der Heimatfront dienen und war unter anderem für die Vergabe von Orden, Verdienstmedaillen und Titeln zuständig.
Nach dem Krieg blieb er am Ministerium tätig, dass nun jedoch nicht mehr dem Großherzogtum, sondern der Republik verpflichtet war und damit zum Staatsministerium wurde. Er engagierte sich in der Deutschen Volkspartei. 1922 heiratete er Mathilde, die Tochter des Landgerichtspräsidenten Alfred Trefzer, und erhielt so seinen Doppelnamen. 
1926 wurde er zum Oberregierungsrat befördert.
Nach der Machtergreifung löste Müller-Trefzer den in Ungnade gefallenen Karl Frech ab und übernahm zunächst kommissarisch die Leitung der badischen Staatskanzlei. Anschließend schloss er sich zum 1. Mai 1933 der NSDAP an (Mitgliedsnummer 2.555.790), nachdem er bereits wenige Tage nach der Reichstagswahl seine Mitgliedschaft in der DVP aufgelöst hatte. Später gab er an, dies sei vor allem aus dem Totalitaritätsanspruch der Partei und aus einem Staats- und Volksgedanken heraus geschehen. Ein Parteiamt übernahm er allerdings nicht. Er war maßgeblich an der Reichsreformdebatte zwischen 1933 und 1935 beteiligt, eine Rolle, die er später kleinredete. Bedingt durch seine Stellung hatte er Umgang mit allen wichtigen politischen Akteuren innerhalb der Badener NSDAP. Von 1939 bis 1945 war er außerdem im badischen Innenministerium tätig. Unter anderem war er auch an der Verwaltung des besetzten Elsass beteiligt.
1944 ausgebombt, musste er im Haus seiner Schwiegermutter in Varnhalt leben, wo er auch das Ende des Zweiten Weltkriegs miterlebte. Am 15. Dezember 1944 wurde er in den Ruhestand versetzt.
Nach der Besetzung Badens wurde er von der französischen Militärregierung auf Grund seiner gehobenen Stellung sowie seines frühen Eintritts in die NSDAP aus dem Dienst entlassen, und seine Bezüge wurden eingefroren. Im Entnazifizierungsverfahren vor der US-amerikanischen Verwaltung redete er seine Rolle klein und nutzte parteiinterne Machtkämpfe der badischen NSDAP aus, um sich und weitere leitende Beamte als Gegenspieler des Parteiapparats darzustellen. Schließlich wurde er im April 1948 als „Mitläufer“ zu einer Strafzahlung von 1.500 Reichsmark verurteilt. Die französische Besatzungszone, die auf Grund seines Wohnsitzes ebenfalls zuständig war, versuchte ihn als „Minderbelasteten“ (eine höhere Eingruppierung) zu verurteilen, bestätigte jedoch schließlich den Karlsruher Spruch.
Nach weiterer juristischer Auseinandersetzung wurde ihm schließlich ein Ruhegehalt gemäß seiner damaligen Stellung als Ministerialdirektor gezahlt.
In der Forschung wird er heute weitestgehend als „Kollaborateur der ersten Stunde“ und als „Konjunkturritter“ gesehen.

## Werke
- Erinnerungen aus meinem Leben (1879-1949): Ein badischer Ministerialbeamter in Kaiserreich, Republik und Diktatur. Bearbeitet von Frank Engehausen und Katrin Hammerstein. Kohlhammer W., GmbH (5. Juli 2017). ISBN 978-3170335769